# Система межведомственного электронного взаимодействия
Систе́ма межве́домственного электро́нного взаимоде́йствия (СМЭВ) — информационная система, которая позволяет федеральным, региональным и местным органам власти, кредитным организациям (банкам), внебюджетным фондам и прочим участникам СМЭВ обмениваться данными, необходимыми для оказания государственных услуг гражданам и организациям, в электронном виде.
Создана в соответствии с Федеральным законом Российской Федерации от 27 июля 2010 года № 210-ФЗ «Об организации предоставления государственных и муниципальных услуг».

## Положительный эффект
- Граждане избавлены от необходимости собирать документы в различных государственных органах.
- Теперь гражданин, обращающийся за государственной услугой, должен предоставить только документы личного хранения (паспорт, свидетельство о рождении и т. д.). Все остальные справки собирает само ведомство.
- Государственный орган не вправе требовать от граждан или организаций, обратившихся за госуслугой, сведения, которые уже имеются в распоряжении другого государственного органа.

## Функции СМЭВ
- Ведение реестра электронных сервисов
- Ведение политик безопасности, применяемых к зарегистрированным электронным сервисам
- Маршрутизация сообщений к зарегистрированным электронным сервисам при синхронном и асинхронном взаимодействии
- Протоколирование обращений (входящих и исходящий сообщений) к электронным сервисам
- Гарантированная доставка сообщений, осуществляемая за счет механизма повторных вызовов электронных сервисов при сбоях
- Обеспечение оповещения Оператора СМЭВ о сбоях в функционировании электронных сервисов
- Передача информации о событиях на СМЭВ по подписке заинтересованным Пользователям (информационным системам)
- Формирование динамически создаваемой статистики использования электронных сервисов
- Подписание электронных сообщений электронной подписью
- Форматно-логический контроль входящих сообщений
- Контроль и мониторинг процессов межведомственного обмена с использованием СМЭВ

## Техническое описание системы
СМЭВ состоит из сети защищенных каналов связи между узлами, расположенными в центрах обработки данных Ростелекома. Каждый узел СМЭВ — это шина на базе Oracle Enterprise Service Bus. Участники СМЭВ являются поставщиками и потребителями сведений:
- каждый поставщик сведений публикует и регистрирует в СМЭВ свой электронный сервис, который предназначен для обработки запросов и выдачи сведений
- каждый потребитель сведений получает доступ к опубликованным сервисам в СМЭВ в случае необходимости, реализует адаптер, который умеет правильно запрашивать сведения и получать ответ[2].

Оператор СМЭВ — Министерство связи и массовых коммуникаций Российской Федерации.
Строительством инфраструктуры СМЭВ занимается «Ростелеком».

## Технические подробности взаимодействия
Взаимодействие информационных систем через СМЭВ осуществляется с использованием электронных сервисов, реализованных в виде веб-сервисов.
Для передачи электронных сообщений используется протокол SOAP поверх HTTP.
Для размещения электронной подписи в сообщениях применяются стандарты XMLDsig и PKCS#7.
Для электронного документооборота используется формат PDF/A с размещением реквизитов электронного документа в XML-файле.
Ограничение доступа реализовано на основании сведений, передаваемых в сообщении с использованием стандарта WS-Security.
Форматы и правила разработки электронных сервисов и применения технологии электронной подписи регламентируются приказом Минкомсвязи РФ N 190 от 27 декабря 2010 года, а также Методическими рекомендациями по разработке электронных сервисов и применению технологии электронной подписи.
СМЭВ обладает функциями протоколирования взаимодействия. Также СМЭВ позволяет установить кто, в каком объёме и на основании каких привилегий делал запрос информации.

## Хронология реализации проекта
Надо вводить запрет на требование представления заявителями документов, которые уже находятся в распоряжении ведомств и учреждений, которые уже доступны в базе данных
— Дмитрий Медведев на заседании Совета по развитию информационного общества
В 2009 году обеспечена возможность взаимодействия между Единым порталом государственных услуг (ЕПГУ) и информационными системами федеральных органов исполнительной власти (ФОИВ) для заказа государственных услуг в электронном виде. Взаимодействие обеспечивалось с использованием синхронных электронных сервисов. На конец года было зарегистрировано порядка 30 электронных сервисов.
В 2010 году проведены работы по обеспечению гарантированной доставки электронных сообщений и защите каналов связи для подключения к СМЭВ. Продолжены процессы подключения к системе информационных систем ФОИВ, а также специализированных систем, входящих в инфраструктуру электронного правительства (ИЭП). В июле 2010 года президент России подписал Федеральный Закон № 210-ФЗ, который запрещает чиновникам требовать с заявителей документы и справки, имеющиеся в распоряжении других органов власти. На конец года зарегистрировано около 100 электронных сервисов.
В 2011 году реализованы функции по взаимодействию с использованием электронной подписи, разграничения доступа к сервисам, создан Технологический портал СМЭВ. В системе реализованы возможности доступа к сервисам РСМЭВ, сервисам региональных органов исполнительной власти и органов местного самоуправления, а также банков. На конец года зарегистрировано около 300 электронных сервисов.
В 2012 году реализованы специализированные компоненты, обеспечивающие функционирование систем межведомственного взаимодействия на территории Российской Федерации, такие как: Единый реестр сервисов, Единая матрица доступа, Система контроля и мониторинга. Реализованы механизмы взаимодействия с использованием асинхронных сервисов.
В октябре 2012 года в Министерстве связи и массовых коммуникаций сформирован проектный офис СМЭВ — единый центр, где собираются и анализируются все проблемы, с которыми сталкиваются участники СМЭВ. На конец 2012 года зарегистрировано около 3000 электронных сервисов.
Кредитные организации (банки) получили доступ к СМЭВ под контролем ЦБ согласно постановлению Правительства Российской Федерации от 22.12.2012 № 1382. В Федеральном законе от 07.08.2001 № 115-ФЗ также определена возможность доступа к СМЭВ для упрощенной идентификации негосударственных пенсионных фондов, части страховых организаций, организаций федеральной почтовой связи и некоторых других организаций, осуществляющих операции с денежными средствами или иным имуществом.
По состоянию на март 2014 года общее количество участников СМЭВ превысило 8,4 тысячи, а количество запросов, прошедших через систему, составило более 1,6 млрд. После массового подключения к СМЭВ банки начали испытывать проблемы обращения к информационному сервису Федеральной миграционной службы для проверки паспортных данных заемщиков, о чём сообщил ряд участников заседания президиума Ассоциации российских банков в 2014 году. Также в 2014 году из-за большого количества обращений в Федеральную службу государственной регистрации, кадастра и картографии, произошли сбои в работе программно-аппаратных средств этого ведомства.
Постановлением Правительства Российской Федерации от 19 ноября 2014 года № 1222 «О дальнейшем развитии единой системы межведомственного электронного взаимодействия» с 1 января 2015 года запрещена разработка электронных сервисов в СМЭВ согласно Методическим рекомендациям по работе в СМЭВ версии 2.X. Новые сведения следует предоставлять согласно Методическим рекомендациям по работе в СМЭВ версии 3.X. — таким образом третья версия СМЭВ официально введена в эксплуатацию с начала 2015 года.